# Dieta de Speyer (1544)
A Quarta Dieta Imperial de Espira, também denominada a Dieta de 1544, foi uma reunião de príncipes do Sacro Império Romano Germánico, convocada para o 20 de fevereiro de 1544 na cidade de Espira por Carlos V do Sacro Império Romano Germánico, como queria iniciar uma guerra contra França, para a qual requeria o apoio dos príncipes luteranos, muitos deles membros da Liga de Esmalcalda. Recebeu seu apoio após uma série de concessões e de abandonar quase por completo sua posição católica, ignorando os desejos do papa Paulo III. Nesta reunião, decidiu-se que não tomar-se-ia nenhuma ação formal contra os luteranos até que se reunisse um conselho livre.

## 2
1. 1 2  Herzog, p. 46.
2. ↑  Mathews, p. 424.
3. ↑  Acton, p. 424.
4. ↑  Acton, p. 661.